# Dangerous - The Album
Dangerous - The Album är det fjärde studioalbumet av den svenska pop/dancegruppen Da Buzz, utgivet i maj 2004 på Bonnier Music. Låtarna skrevs av gruppmedlemmarna Per Lidén och Pier Schmid, och producerades huvudsakligen av Nicklas "Deelay" Olausson och The Mighty Thief. Albumet nådde som bäst sjätte plats i Sverige och plats 30 i Norge.
Titelspåret "Dangerous" var albumets första och mest framgångsrika singel, med en femteplats i Sverige. Uppföljaren "How Could You Leave Me" tog sig upp till plats 28, medan den tredje och sista singeln "Come Away with Me" missade listan. Albumet nominerades i kategorin "Årets klubb/dans" vid Grammisgalan 2005.

## Mottagande
Dangerous - The Album fick förhållandevis lite medial uppmärksamhet när det släpptes. En av få recensioner kom från Expressen, som gav albumet ett av fem i betyg, och kommenterade att "[...] som album betraktat är Dangerous - The Album en sällsynt opersonlig och enahanda samling sånger. Så strömlinjeformad och radioanpassad att det enda som saknas är en ett intro där en röst förkunnar 'Nu följer tolv sånger på raken - utan reklam!'."

## Låtlista
| Nr  | Titel                                  | Kompositör              | Producent                       | Längd |
| --- | -------------------------------------- | ----------------------- | ------------------------------- | ----- |
| 1.  | Dangerous                              | Per Lidén               | Deelay, The Mighty Thief        | 3:24  |
| 2.  | How Could You Leave Me                 | Lidén                   | Deelay, The Mighty Thief        | 3:22  |
| 3.  | Come Away with Me                      | Pier Schmid             | Deelay                          | 3:31  |
| 4.  | Waiting for Me                         | Lidén                   | Håkan Fredriksson, Stefan Åberg | 3:22  |
| 5.  | Stay Forever Young                     | Schmid                  | Fredriksson, Åberg              | 3:30  |
| 6.  | Lost without You                       | Lidén, Nicklas Olausson | Deelay, The Mighty Thief        | 3:28  |
| 7.  | Set My Heart on Fire                   | Lidén                   |                                 | 3:56  |
| 8.  | I Love You                             | Lidén                   | Deelay, The Mighty Thief        | 3:34  |
| 9.  | Stuck without You                      | Schmid                  |                                 | 3:04  |
| 10. | I've Been Waiting for Someone Like You | Lidén, Schmid           |                                 | 3:04  |
| 11. | Can't Give Up for Love                 | Lidén, Schmid           |                                 | 3:33  |
| 12. | Magic in the Air                       | Schmid                  | Deelay, The Mighty Thief        | 3:34  |

| 13. | Dangerous (Remix) |  |

Originalutgåvan innehåller även musikvideorna till "Do You Want Me", "Wanna Be with Me?" och "Dangerous".

## Medverkande
Da Buzz
- Per Lidén – gitarr (7), låtskrivare
- Pier Schmid – låtskrivare
- Annika Thörnquist – sång

Övriga musiker
- Mikael Dahlqvist – gitarr (4)
- Fredrik Hult – gitarr (5)
- Agnetha Kjörsvik – bakgrundssång (1, 3, 6, 7, 9-11)
- Harry Kjörsvik – bas (1, 9), keyboard (3, 9), gitarr (7, 10), keyboardprogrammering (10), trumarrangemang (11)
- M Deephouse – bakgrundssång (2, 8)
- Karin Märtensson – bakgrundssång (4, 5)
- Marcus Nowak – trumprogrammering (9, 10)
- Andreas Unger – bas (3)
- Janne Zander – gitarr (9)
- Esbjörn Öhrwall – gitarr (1-3, 6, 8)

Produktion
- Jennie Eiserman – design
- Björn Engelmann– mastering (Cutting Room, Stockholm)
- Micke Eriksson – fotografi
- Joakim Åström – A&R

Källa

## Listplaceringar
| Lista (2004)                | Högsta position |
| --------------------------- | --------------- |
| Norge (VG-lista)            | 30              |
| Sverige (Sverigetopplistan) | 6               |